# Hōjōki
Hōjōki (方丈記?   traducido a veces como "Canto a la vida desde una choza", "Notas desde mi cabaña de monje" o "Pensamientos desde mi cabaña") es una obra corta escrita en 1212 por Kamo no Chōmei. Describe los desastres que se suscitaron para la gente de Kioto desde los terremotos a la hambruna y el fuego. Chōmei se transforma en monje budista y se aleja más y más hacia las montañas, hasta terminar viviendo en una pequeña choza de 3 metros cuadrados.
La frase inicial del Hōjōki es famosa en la literatura japonesa, como una expresión de temporalidad (Mujou (無常?)), la trascendencia en este mundo:

"La corriente del río jamás se detiene, el agua fluye y nunca permanece la misma. Las burbujas que flotan en el remanso son ilusorias: se desvanecen, se rehacen y no duran largo rato."
Hōjōki